# Crescerai
Crescerai è il terzo album del cantante italiano Alessandro Canino pubblicato dalla casa discografica Fonit Cetra nel 1994. Oltre a Crescerai, presentata al 44º Festival di Sanremo, e Sono giù, l'album contiene alcune canzoni tratte dai precedenti lavori del cantante fiorentino, tra cui i tormentoni Brutta e Tu tu tu tu.

## Tracce
1. Crescerai
2. Sono giù
3. Ti mancherò
4. Tu tu tu tu
5. Brutta
6. E La Vita Non Va
7. Amori ribaltabili
8. Scappiamo via insieme
9. Mille e una notte
10. Le ragazze al sole
11. Con l'aiuto degli amici
12. Voi
13. Ciao
14. Volo